# Old English Bulldog
 (avril 2017).
Si vous disposez d'ouvrages ou d'articles de référence ou si vous connaissez des sites web de qualité traitant du thème abordé ici, merci de compléter l'article en donnant les références utiles à sa vérifiabilité et en les liant à la section « Notes et références ».

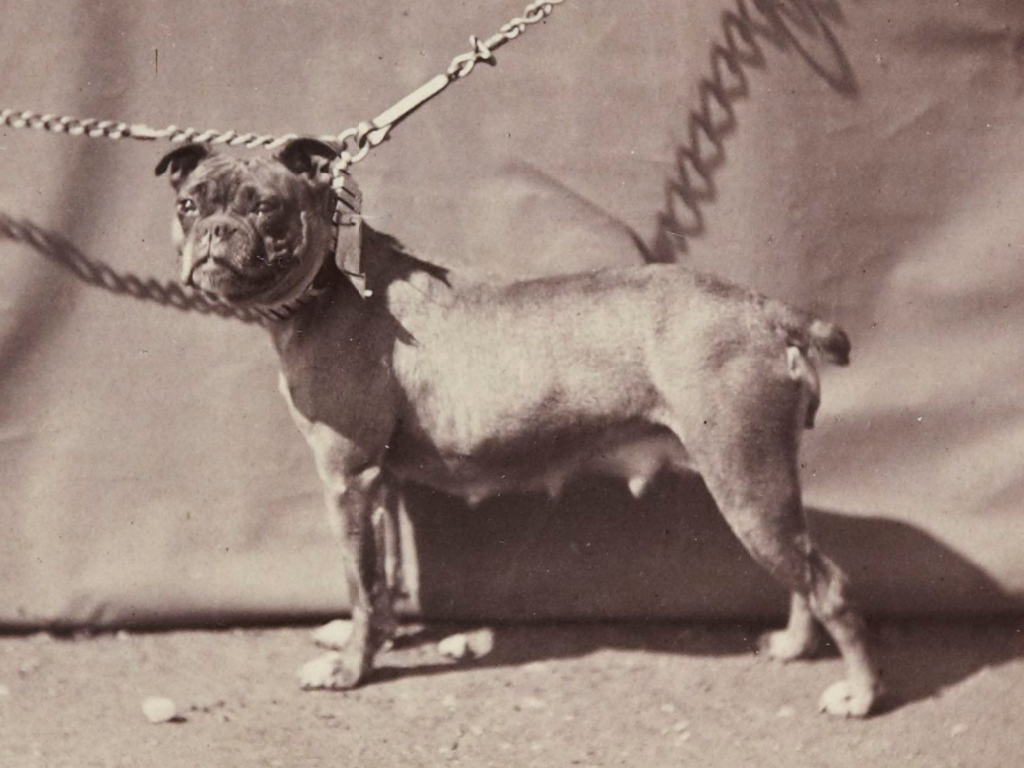
Vieux Bouledogue Anglais. Paris, 1863.

L'old English bulldog (« vieux bouledogue anglais ») est une race de bouledogue, désormais éteinte.

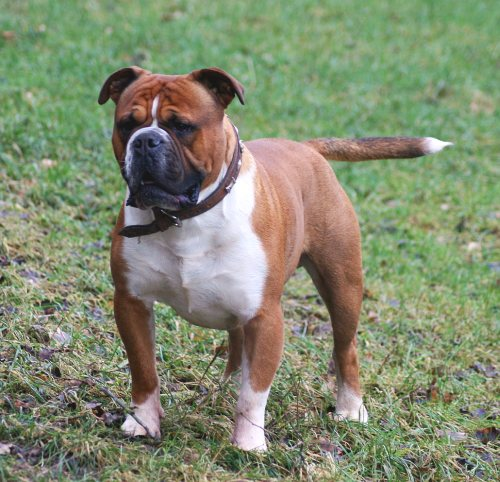
Le Olde English Bulldogge, une race créée dans les années 1970.

Il y a aussi une nouvelle race de chien avec un nom très similaire (Olde English Bulldogge) créée dans les années 1970 par David Leavitt pour être une réincarnation du vieux bulldog éteint.

## Apparence

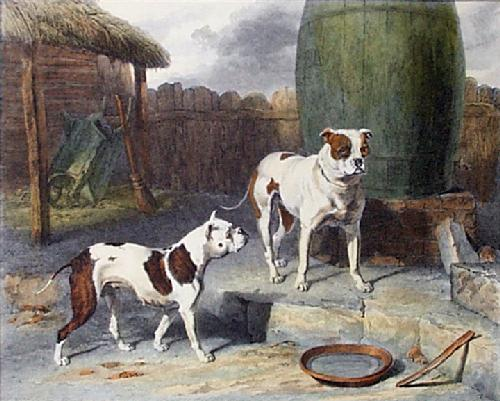
Crib et Rosa, 1911.

L'old English bulldog était compact, large et musclé comme le montre le dessin représentant Crib et Rosa. La hauteur moyenne était d'environ 40 cm et il pesait environ 20 kg. Une caractéristique particulière de la race a été la mâchoire inférieure. Le nez profondément inscrit dans le visage a permis au chien de saisir les taureaux quand il combattait.

## Histoire
Le bull dog d'origine ou Old English Bulldog était utilisé non seulement à des fins cruelles comme pour pratiquer le sport anglais, le bull-baiting, mais aussi comme chien de boucher et chien de chasse à l'ours tel que les recherches[Lesquelles ?] de David Leavitt l'ont démontré, ce qui faisait de lui un chien de travail couramment utilisé par les éleveurs de bétail et les nobles lors de la chasse à l'ours. Les principaux sites du bull-baiting à Londres étaient : Westminster Pit, Bear Garden et Old Conduit Fields.

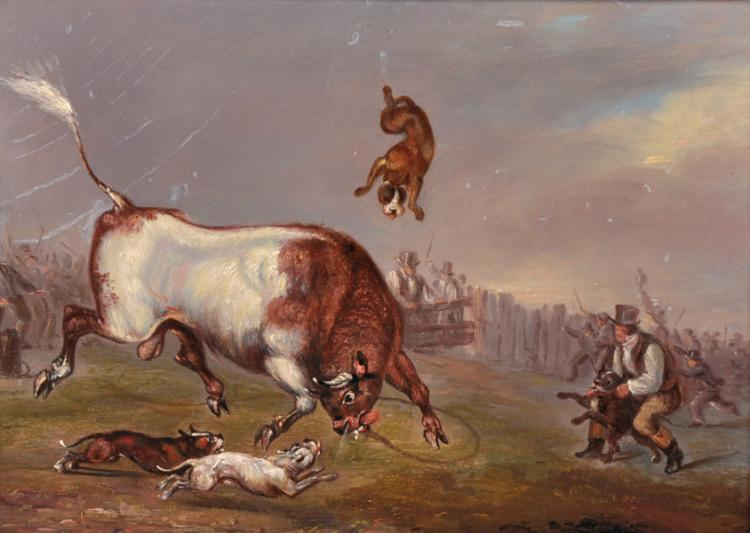
Bull-baiting.

Les historiens[Qui ?] pensent que le Old English Bulldog est dérivé de chiens de guerre antique, comme l'ancien Mastiff ou Alaunt. D'autres[Qui ?] estiment que la véritable origine de la race n'est pas tout à fait claire. Les représentations dans les anciennes gravures[Lesquelles ?] montrent que la variété a été sans doute un petit Mastiff, avec une tête relativement longue.
David Leavitt a été un éleveur de Bulldogs Anglais enthousiaste qui finit par être déçu par le manque d'habilité physique et par les problèmes de santé et d'élevage de la race actuelle. Au XVIIIe siècle, le Bulldog combinait l'endurance, la rapidité, l'agilité, la ténacité ; des qualités qu'il a aujourd'hui perdues. N'ayant pu trouver de source valable pour élever un type ancien de Bulldog, il décida de le recréer en prenant pour modèle des statues et des gravures du XVIIIe siècle. Pour cela, il démarra en 1971 son programme d'élevage en utilisant une méthode que l'université de l'Ohio avait mise au point pour la sélection du bétail. Il a voulu retrouver les qualités et l'aspect du vieux Bulldog en évitant de reproduire le caractère que les commentateurs de l'époque qualifiaient de hargneux, dangereux, brutal. La race d'aujourd'hui possède maintenant un caractère doux stable, il est même utilisé comme chien de thérapie ou de recherche et sauvetage, c'est un chien de famille idéal avec les enfants[réf. nécessaire].
Il ne souhaitait pas non plus créer un animal placide et amical qui resterait sans réaction si c'était requis. Il décrit ainsi le caractère idéal : courage et détermination sans agressivité excessive.[réf. nécessaire] Il est cependant un trait de caractère qu'il a en commun avec le Bulldog moderne, c'est sa patience exceptionnelle avec les enfants. La sélection se fit sur 2 lots de 3 chiens, sans aucune parenté et ceci prit 8 et 9 générations. Résultat : les saillies naturelles remplacent l'insémination artificielle, les chiennes accouchent naturellement, c'est un chien très athlétique qui respire sans difficultés et est débarrassé de tares génétiques. Leavitt a créé un Bulldog capable d'être un chien d'utilité apte à servir ses maitres, plutôt dit-il qu'un Bulldog qui ait besoin d'être servi par ses maitres. Le premier "produit fini" qu'il présenta à ses amis cynophiles fut une chienne nommée Polly, qui servit de fondation à son élevage (sous l'affixe Bull Mead). Cette chienne vécut 18 ans, ainsi qu'une de ses filles, et toutes deux restèrent très actives jusqu'à la fin.[réf. nécessaire]
Il nomma sa race le Olde English Bulldogge. En 2006, David Leavitt a formé la "Leavitt Bulldog Association" et il renomma la race Leavitt Bulldog afin de différencier les chiens de ses lignées d'origine des nouveaux sans aucun lien mais qui utilisent le nom et la bonne réputation du Olde English Bulldogge de monsieur Leavitt. D'ailleurs, seuls les chiens enregistrés avec la Leavitt Bulldog Association (LBA), la Olde English Bulldogge Kennel Club (OEBKC) et la United Kennel Club (UKC) sont de vrais Olde English Bulldogge. Tous les autres utilisent le nom mais ne font pas partie du stock génétique du programme d'élevage de Leavitt.
La LBA met l'accent sur le développement du chien de travail et représente donc la vraie vision de David Leavitt de recréer le chien du XVIIIe siècle, puisqu'à cette époque, il était un chien de travail sur les fermes ainsi qu'utilisé pour la chasse.
Bien que la UKC enregistre la race dans la classe chien de garde, la race est aujourd'hui utilisée comme chien de thérapie jusqu'à chien de recherche et sauvetage. Sa douceur et son sens du travail olfactif ont su le hisser au rang de chien socialement utile à la communauté ce qui le place au-delà du simple chien de garde, mais bien au niveau de membre actif de la société humaine.
La race (lignée de David Leavitt) a même servi à créer le "Continental Bulldog" race de chien suisse reconnue par la Société cynologique suisse (SCS) maintenant reconnue en France et bientôt reconnue par la Fédération cynologique internationale (FCI).[réf. nécessaire]